# Provincia de Muaskar
La provincia de Muaskar (en árabe: ولاية معسكر), antes conocida como Mascara, es una provincia (valiato) de Argelia. Su capital es la ciudad de Muaskar, donde el 18 de agosto de 1994 se produjo un terremoto de 5.6 en la Escala Richter que acabó con la vida de 171 personas.

## Municipios con población de abril de 2008
- Aïn Fekan 11,862
- Aïn Ferah5,816
- Aïn Fras 11,494
- Aïn Frass 1,747
- Alaïmia 7,512
- Aouf 7,887
- Beniane 5,581
- Bou Hanifia 18,576
- Bou Henni 11,715
- Chorfa 2,608
- El Bordj 20,711
- El Gaada4,336
- El Ghomri 10,043
- El Guettana 2,512
- El Keurt 4,285
- El Menaouer 9,690
- Ferraguig 2,565
- Froha 13,769
- Gharrous 3,619
- Ghriss 28,823
- Guerdjoum 2,549
- Hachem 23,716
- Hacine 10,473
- Khalouia 6,159
- Makdha 5,235
- Mamounia 13,364
- Maoussa20,719
- Mascara 108,587
- Matemore 15,170
- Mocta Douz 9,105
- Mohammadia 84,700
- Nesmoth 5,527
- Oggaz 11,140
- Oued El Abtal 21,278
- Oued Taria 15,901
- Ras El Aïn Amirouche 7,785
- Sedjerara 8,549
- Sehailia 10,218
- Sidi Abdeldjebar 4,190
- Sidi Abdelmoumen 14,600
- Sidi Boussaid 4,483
- Sidi Kada 20,614
- Sig 70,499
- Tighennif 62,210
- Tizi 12,923
- Zahana 21,850
- Zelmata 7,379

## División administrativa
La provincia está dividida en 16 dairas (distritos), que a su vez se dividen en 47 comunas (ciudades).*